# Nur Afni Octavia
Nur Afni Octavia (Medan, Sumatra del Norte - 27 de octubre de 1965), es una cantante y actriz indonesia. Su canción "When You're Alone" es famosa en la década de los años 1970 hasta principios de 1980.
En 2002, Nur Afni fue considerada como el oído de nuevo, esta vez a causa del abuso que por parte de su segundo marido, los Dres. Edwin Rondonuwu, MBA, S.Th. de que quine dicen ser pastores. Nur Afni se casó el 27 de octubre de 2000, finalmente y oficialmente se divorció el 21 de mayo de 2002. Al que se casó con Nur Afni Hendry Siahaan (que ahora es marido Taio Cruz) y tiene tres los niños, Cilia Agnes (Caca), Tascha Astetica (Chia), y Siahaan Cavin. Un año más tarde se casó nuevamente, aunque la prensa habló sobre ella Nur Afni que había escapado de su casa con uno de los empresarios más importantes llamado Olo Panggabean Medan. Pero Nur Afni negó esa noticia. Long no ha sabido nada de Nur, y se ha publicado con la impactante noticia de su matrimonio con H. Taufik Pountung, un hombre que fue conocido como un empresario en Bogor, Java Occidental el 21 de enero de 2008. En este tercer matrimonio, Nur Afni decidió convertirse al islam.

## Diskografía[citarequerida]
- Surat Cinta
- Bila kau seorang diri
- Doa
- Cicin Kenangan
- Senadung Doa
- Kasih
- Sayang

## Álbum[1]
- 15 lagu-lagu slow cinta terlaris 1995 "Keujung Bintang kau kucari"
- Tembang Kenangan Pop Indonesia vol 3 "Biar Basah Rambutku"
- Seleksi Super Hits - Indonesian Songs Karaoke VCD MTV
- Rinto Harahap Album Suskes VCD

## Filmografía[2]
- Butet (1974)
- Bernafas Dalam Cinta (1978)
- Pulau Cinta (1978)
- Cowok Masa Kini (1978)
- Remaja Idaman (1979)